# Morten Buschmann
Morten Buschmann (født 1964 i København) er en dansk forfatter, journalist og tidligere professionel musiker.
Buschmann har fået udgivet syv spændingsromaner i Indhenterserien: Indhenter, Medløber, Udstikker, Skygger, De Uskyldige, Sandheden er ikke for os og Vi er Virkeligheden. 
Han har medvirket på to albums med satiregruppen Klub Klam på Danmarks Radio. Sangen  Adios Amigos kom på Danmarks officielle Top 40-liste .
Som producer/musiker har han udgivet albummet Guardian Angel med One Nation Under A Groove.
Buschmann har arbejdet som journalist siden 1991. Som forfatter siden 2013.
Morten Buschmann gik i 70’erne på Ingrid Jespersens Gymnasieskole. Begyndte som 15-årig at spille trommer i bands og fortsatte i gymnasiet i 80’erne, hvor han spillede adskillige koncerter med bandet MeZz med Cæcilie Norby i front.
Efter endt gymnasial uddannelse blev han professionel trommeslager, underviser og PR-mand. Tog lyd- og producerkurser hos lydtekniker Peter Brander, Media Sound. Har spillet med bl.a. Bobo Moreno, Peter Busborg, Suzann Rye og Monique Spartalis.
Ved siden af musikerkarrieren begyndte han på tre lokalradiostationer, Natradio Merkur (1987), Radio X (1988) og Radio Gaga (pladebutikken Gufs radio) - som studievært, reporter og comedy writer. Morten Buschmann producerede i en årrække ugentlige satire-programmer ved navn Torsdags Trif med Henrik Zein.
I perioden 1988 - 1990 fik Morten Buschmann job som ekspedient i musikforretningen Drumstick hos Simon Koppel på Frederiksberg.
I 1991 startede Buschmann på lokaltv-stationen Byens Lys som tilrettelægger, producer, og redigeringstekniker. Hér producerede han i nogle år reportager, portrætter og var studievært i debatprogrammer.
Ligeledes i 1991 tog han kurset Journalistik og Sproglig Kreativitetsudvikling v/ journalist og forfatter Carsten Grolin.
I 1994 blev Morten Buschmann optaget på Danmarks Journalisthøjskole, Aarhus. Samme år begyndte han at skrive for musikbladet Gaffa samt levere artikler til diverse aviser og Københavns Radio. Plus arbejde for tv-produktionsselskabet Metronome Productions.
Journalist-praktiktiden foregik på forlaget Bonnier, magasinet Illustreret Videnskab og derefter på DR's underholdningsafdeling UHA. Hér deltog han i Husk lige tandbørsten, Safari og Ka’ Det Virkli’ Passe. Og var tilrettelægger/producer på to egenproduktioner til DR1: Portræt af Nikolaj Nørlund
 og Flaget og Festen om Roskildefestivalen 1996. 

## Færdiguddannet DJH 1998.
Direkte fra DJH fik Morten Buschmann arbejde på DR-P3 som reporter på Kronsj, Hovedkvarteret, Go’ Morn’ P3 og Strax samt DR-P1(journalist for Steenstrop).
Han producerede og var medvært i Højtryk, Vangsø-affæren og Perplex.
Medvirkede i satireprogrammet Klub Klam, som udgav to album, Sikke Noget lUrt (med hittet "Adios Amigos") og Bror lUrt.
I 1997 skabte Morten Buschmann satireudsendelser med titlen Valgvogterne på DR-P4 Københavns Radio om kommunalvalget i samarbejde med comedy writer Henrik Zein.
Desuden var han konceptudvikler og reporter på StrixTV, DRTV/BLU Entertainment og Metronome Productions.
Senere - på TV2 Zulu - var Morten Buschmann redaktør på Casper Christensen og Frank Hvams shows Zulu Royal og Shooting Stars. Og derefter producer/reporter på Radio 100FM (eftermiddagsprogrammet Jonas på 100FM).
Derefter freelance journalist og PR-ansvarlig for diverse kunstnere, organisationer og firmaer.
MB vendte en enkelt gang tilbage til musikken som producer på albummet Guardian Angel med bandet One Nation Under A Groove med Henrik Andersen og Flemming Steen Pedersen. Albummet udkom i 2008 og opnåede spilletid på adskillige udenlandske radiostationer, bl.a. den amerikanske radiostation i Afghanistan.
I perioden 2008-09 var Morten Buschmann jourhavende redaktør på Forsvarskommandoen i Forsvarets Medie Center (FMC).
Morten Buschmann har desuden været ansat som presseansvarlig i Amager Kulturpunkt/Amager Bio/Beta og lavet PR for Creative Hands Aps, ejendomsselskabet DATEA og diverse danske kunstnere.
Senere var MB journalist på Københavns Universitet Science (Det Bio- og Naturvidenskabelige Fakultet).
Efterår 2018 og forår 2019 lavede MB sit-down comedy showet "Nogle Spørgsmål" med komiker Sebastian Dorset.
Desuden manuskripthjælper på andres bøger/tekster. Tidligere domsmand, Frederiksberg Ret.
Færdiggjort egen krimi "Mord Under Jorden".
Skriver p.t på thriller/faktionsroman nr. 8 i Indhenterserien.

## Forfatterskab
- December 2013 - Buschmanns debutroman Indhenter - Indhenter I.
- Januar 2015 - Medløber - Indhenter II.
- Marts 2016 - Udstikker - Indhenter III.
- Marts 2017 - Skygger - Indhenter IV.
- Oktober 2018 - De Uskyldige – Indhenter V.
- April 2021 - Sandheden er ikke for os - Indhenter VI.
- 20. februar 2023 - Vi er virkeligheden - Indhenter VII.

Alle 7 også udgivet som lydbøger på Lindhardt & Ringhof.